# Кения на зимних Олимпийских играх 2002
Кения принимала участие в Зимних Олимпийских играх 2002 года в Солт-Лейк-Сити (США) во второй раз за свою историю, но не завоевала ни одной медали. Страну представлял один лыжник.

## Лыжные гонки
Спортсменов - 1
Мужчины

### Дистанционные гонки
| Спортсмен  | Вид                        | Время   | Место |
| ---------- | -------------------------- | ------- | ----- |
| Филип Бойт | 10 км (классический стиль) | 36.21,6 | 77    |

### Спринт
| Спортсмен  | Квалификация | Квалификация | Четвертьфинал | Четвертьфинал | Полуфинал | Полуфинал | Финал     | Финал          |
| Спортсмен  | Время        | Место        | Время         | Место         | Время     | Место     | Время     | Итоговое место |
| ---------- | ------------ | ------------ | ------------- | ------------- | --------- | --------- | --------- | -------------- |
| Филип Бойт | 3.51,49      | 65           | Не прошёл     | Не прошёл     | Не прошёл | Не прошёл | Не прошёл | 66             |